# ENG (放送)

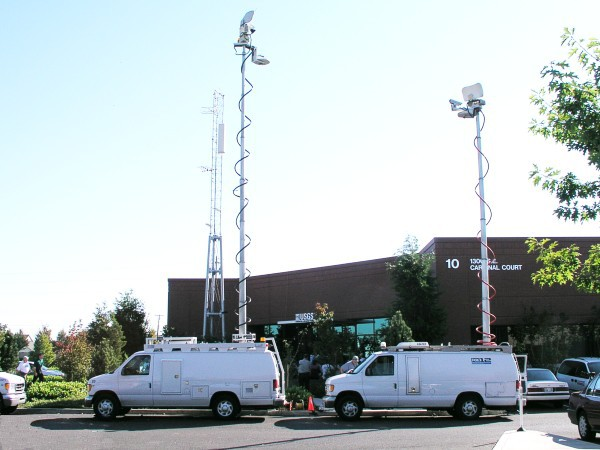
マイクロ波車両が送信しているのが見える。現代のニュースではこれらのトラックが広く使われています。

ENG (Electronic News Gathering) は、直訳すると「電子的ニュース取材」となる。電子的とはフィルムの代わりに電子媒体を用いるという意味であり、ニュースに限らず、テレビ番組全般の番組素材を収集するシステムとして、ビデオカメラとビデオテープレコーダ （VTR） の組み合わせ、あるいはVTR一体型のビデオカメラなどにより、番組素材となる映像、音声を収集（取材）するシステムをいう。特にロケ取材に有効で、日本では昭和40年代から50年代にかけてこのシステムが導入され、テレビ番組制作の機動性・速報性は格段に高まった。

## 概要
テレビ放送開始後、取材は映画と同じく、光学記録式のカメラと感光材料であるフィルムによっていた。フィルムに記録された映像、音声は現像しないことには再生できず、直接、テレビ放送に使うことができない。しかしVTRなどの電子媒体に電気信号として記録（電子式記録）した映像、音声は、伝送装置（FPU）などによって直接、現場から放送局に伝送することも可能であり、その場合、直ちに放送することもできる。
今日ではテレビ局の取材はほとんどがENGであり、現場の映像、音声を、VTRなどの電子媒体に電気信号として記録して持ち帰る、さらにはエンコーダによりデジタル信号とした後、直接放送局に伝送するといったことが行われている。
また今日では通信衛星を用いたSNG（Satellite News Gathering） により、遠方から直接放送局に番組素材を送ることも珍しくない。従来から中継に使われてきたマイクロ波には光のように直進する性質があり、送信所が見渡せない場所からは直接番組素材を伝送することができず、現場と送信所の間に文字通り「中継ぎ」のマイクロ波の基地を設ける必要があった。特に山間部などの僻地ではそうした基地を2段、3段も設ける必要があった。SNGの登場により、ほとんどの場所から簡単に中継できるようになった。
これらはすべて光学式記録から電子式記録に移行したことにより可能となったもので、ENGの報道に与えた影響は大きい。導入当時はENG革命といわれた。

## 歴史
フィルムカメラは小型軽量で、ケーブルでつながれるVTRもないため、ロケ取材する上での機動性はあったが、撮影済みフィルムの運搬と現像、そしてフィルムを切り貼りする「編集」に時間を要した。特にニュースを送り出す上でこうした時間は速報性の死命を制する問題だった。例えばベトナム戦争の取材では、アメリカ合衆国のテレビ局などは戦地で撮影されたフィルムを日本へ空輸し、東京都内の現像所で現像してから通信衛星で本国に伝送して放送していたという。これがENG革命以前の報道の実態であった。
VTRはすでに1960年代には使われるようになっていたが、当時はカメラもVTRも巨大な装置であり、大型バスのような中継車に設置しない限り移動撮影は困難だった（VTRが使われたのは重大な事故や自然災害、大規模なスポーツイベントなど中継を伴う場合に限られていた）。また初期のVTRはオープンリール方式で、テープの交換に手間取ることから一刻を争う取材には不向きなものだった。
1970年代に入り、3/4インチ幅のカセットテープを使用したUマチック方式のVTRが開発・発売されるようになり、据え置き型に加えて電池で駆動可能なポータブル型も提供されるようになった。Uマチックは民生業務用で、当初放送局では画質が劣るとして積極的に使用されなかったが、1970年代初期にアメリカ合衆国のテレビ局で迅速な報道に有利であるとして同時期に登場したハンディカメラ（小型の肩乗せ型カラーテレビカメラ）と短いケーブルの組み合わせで報道に用いられるようになった。日本においては1974年に（昭和49年）フォード大統領が来日した際に、アメリカの取材スタッフがENGを使用していたことからその可能性が注目されるようになった。
やがて1/2インチVTRを組み込んだ一体型テレビカメラが現れ、機動性はさらに高まった。カメラとVTRが分離している3/4インチ型のENGはカメラマンの後ろにVTRをかつぐ要員を必要としたのに対し、一体型カメラの場合はカメラマン一人で撮影できるようになったからである。
重大なイベントや事件・事故で行われる報道合戦で、ENGはフィルムの現像や切り貼り編集の時間を不要とし、場合によっては取材現場から中継機材を用いて映像信号を直接放送局に送ることで、フィルム取材では得られない速報性をニュースの現場にもたらした。
このため、1974年頃からCBS・NBCなどによる大量採用もあり、急速に普及した。Electronic News Gatheringという用語は、1976年に放送業務用Uマチックを共同開発したCBSのジョー・フラハティ（英語版）とソニーの森園正彦が名づけたとされるが、通常はアクロニムの「ENG」が使用される。
日本では取材現場がやや保守的で、報道カメラマンが電子機器のテレビカメラやVTRの使用に難色を示したことや、機材が大きく・重くなることを嫌ったため普及はやや遅れた。その一方で、日本以外の国や地域の放送現場では、日本国内に本社を置く放送機器メーカー（ソニー・池上通信機・日本ビクターなど）のENG機材が当時から数多く使われている。
特に、NHKでは職員組合（日本放送労働組合、略して日放労）との調整に手間取り、民間放送局（民放局）の後塵を拝することとなった。しかし、1975年（昭和50年）の昭和天皇訪米報道がきっかけで、ENGを正式に導入。放送機器メーカーとの共同開発などによる一体型の小型カメラを1980年代に大量に採用するなど、ENGのみならずスタジオ機材でも民放局の先を行っていた。
ENGへの全面転換が最初に為されたのは、放送対象地域に大きな都市圏が含まれていないローカル民放局である。その背景には、モノクロで放送されていた映像のカラー化に際して、「16ミリフィルムのカラー現像機の導入」か「ENGの導入」の二者択一を迫られていたことが挙げられる。もっとも、前者のカラー現像機ではフィルムを処理する段階で大量の水銀が流れ出すことから、実際には「水銀がもたらす公害を『社会問題』として報じているテレビ局が（モノクロフィルムのカラー処理で）水銀を垂れ流す訳は行かない」という理由でENG機材の導入に傾く局が相次いでいた。
日本の民放テレビ局で本格的にENG機材を導入した年は1976年（昭和51年）と言われているが、具体的な運用開始例として2つ挙げられる。そのうちの一例が福井テレビジョン放送（フジテレビ系列のフルネット局）で、日立電子製の単管式カメラ「FP-1600J」を同年6月から福井県内のニュース取材に使用した。1972年（昭和47年）に県内で発生した北陸トンネル列車火災事故でモノクロフィルムによる映像取材を余儀なくされていたことがきっかけで、ニュース映像のカラー化に対する気運が社内で高まったことを受けての導入であったが、NHKでも同じ時期にこの機種を一部の地方局（福井放送局など）へ試験的に配備している。
もうひとつは、同年（1976、昭和51年）1月にテレビ高知（TBS系列局）のローカルニュースワイド『イブニングKOCHI』が、フィルムカメラと編集設備の更新時期に合わせ、全面的にENG取材に切り替えた例もある。